# 반 시게루

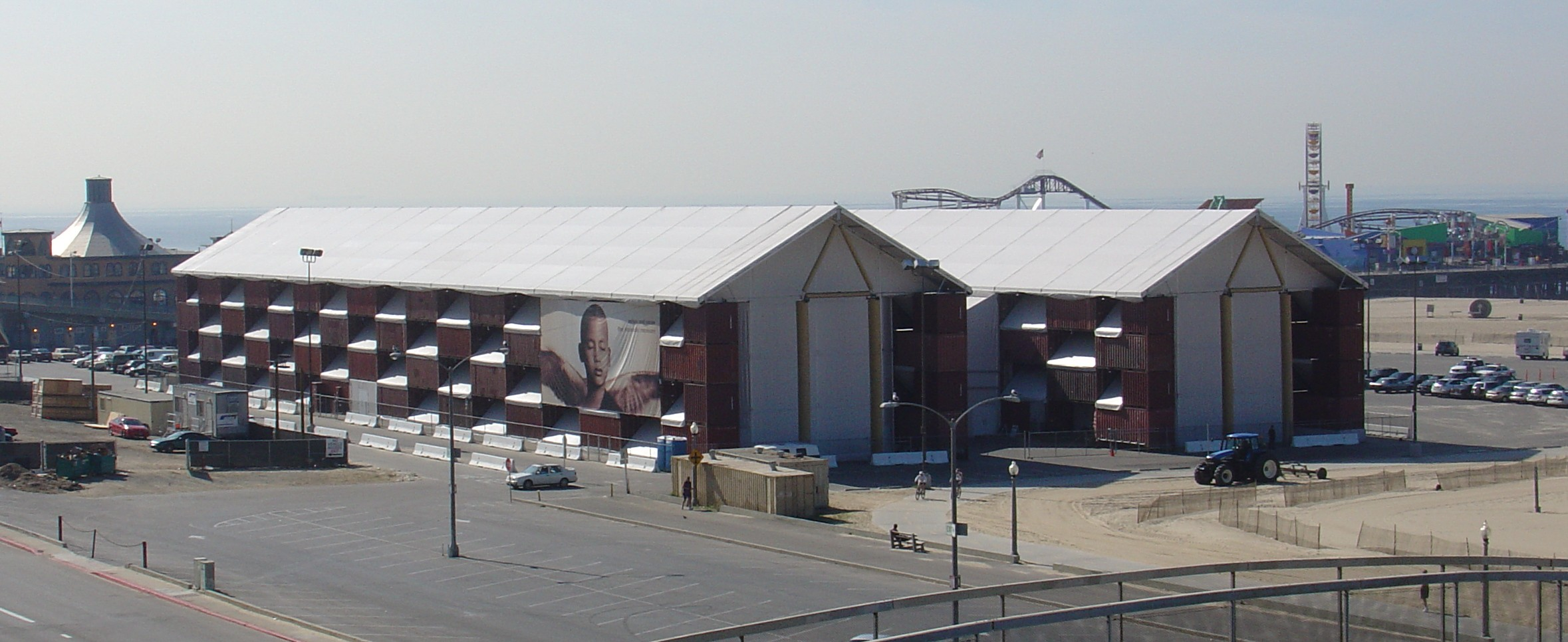
반 시게루가 설계한 노마딕 미술관. 이것은 종이는 아니고 대량으로 남아 있는 해상컨테이너 156개를 쌓아 올려 건설된 가설 미술관에서, 2005년부터 2007년에 걸쳐 내부의 사진전과 함께 뉴욕, 산타모니카, 오다이바를 순회했다.

반 시게루(일본어: 坂 茂, 1957년 8월 5일 ~ )는 일본의 건축가이다.

## 인물
도쿄도에서 태어나, 1976년 세이케이 고등학교 졸업 후 미국으로 건너갔다. 1984년 뉴욕의 쿠퍼 유니온(The Cooper Union for the Advancement of Science and Art) 대학의 건축학부를 졸업했다. (건축학사)
소수나 약자의 주택문제에 날카로운 관심을 가지고 난민 수용소를 국제 연합 난민 고등판무관 사무소에 제안하여 개발하고 시작하여, 1995년 한신 대지진 이후의 가설 주택이나 교회의 집회소를 "종이(지관)"로 만들었다. 이소자키 아라타의 아틀리에에 근무한 적이 있다.
주요 작품에 《커튼월의 집》, 《가구의 집》, 한신 대지진 이후의 《종이의 집》등이 있다. 종이의 교회는 마이니치 디자인상 수상, 일본건축가협회 제3회 간사이 건축가상 대상 및 신인상을 수상했다.

## 약력
- 1957년 도쿄 출생.
- 1976년 세이케이 고등학교 졸업.
- 1977-1980 남캘리포니아 건축대학 재학.
- 1982-1983 이소자키 아라타 아틀리에에 근무.
- 1984년 쿠퍼 유니온의 건축 학부를 졸업. (건축 학사 학위)
- 1985년 시게루 반 건축설계를 설립

## 작품
- 커튼월의 집 (カーテンウォールの家)（1995）
- 벽이 없는 집 (壁のない家)（1997 )
- 하네기의 숲 (羽根木の森)（1997）
- 아이비 스트럭쳐의 집 (アイビー・ストラクチュアの家)（1998）
- 네무노키 미술관 (ねむの木美術館) （1999）
- 목재내화피복-01 지시 오사카 영업소 빌딩 (木製耐火被覆ー01 ジーシー大阪営業所ビル) （2000）
- 아지로 구조 (網代構造NO.2)（2001）
- 하다카의 집 (はだかの家)（2001）
- 종이자료관 특수제조종합기술연구소 Pam (紙の資料館　特種製紙総合技術研究所　Pam)（2002）
- PLYWOOD STRUCTUREー03（2003）
- 유리셔터의 스튜디오 (ガラスシャッターのスタジオ)（2003）
- 사진가의 셔터 하우스 (写真家のシャッター・ハウス)（2003）
- 부르고뉴 운하자료관 및 보트하우스 (ブルゴーニュ運河資料館・ボートハウス)（2004）
- 노마딕 미술관 (ノマディック美術館)（2004〜）
- 세이케이 대학 정보도서관 (成蹊大学情報図書館)（2006）
- 니콜라스 G 하이에크 센터 (ニコラス・G・ハイエック センター)（2007）
- 퐁피두 센터 메스 (2008년 완성 예정)

## 종이 건축
- 건축의 구조체에 지관(종이 파이프)을 이용.
- 건축 기준법 제 38조의 평가 감정 취득

## 활동
- 「알바 알토전」설치 작업（1986年）
- 시인의 서고
- MDS갤러리(MDSギャラリー)：1994년 완성, 1998-2005년, ,미야케 잇세이 디자인 문화재단이 갤러리로서 운영.
- 난민 구호소
- 대지진 이재민용 가설 주택(종이의 통나무 오두막집)
- 다카토리 교회 가설 집회소(鷹取教会仮設集会所) (종이의 교회)
- 2000년 하노버 엑스포 일본관

## 저서・작품집
- 『SHIGERU BAN』ファイドン에서 출판 ISBN 4-902593-15-7(2005년)
- 『紙の建築　行動する―震災の神戸からルワンダ難民キャンプまで』筑摩書房 ISBN 4-480-86049-5(1998년)
- 『坂茂プロジェクツ・イン・プロセス―ハノーバー万博2000日本館までの歩み ギャラリー・間叢書』TOTO出版 ISBN 4-88706-179-X(1999년)
- ja30『坂　茂』　（新建築社）